# Faraday Discussions
Faraday Discussions is een wetenschappelijk tijdschrift op het gebied van de fysische chemie, chemische fysica, en biofysische chemie. Het publiceert artikelen die zijn gepresenteerd tijdens een langlopende reeks congressen die bekendstaan als de Faraday discussion meetings.
De naam wordt in literatuurverwijzingen meestal afgekort tot Faraday Discuss.
Het wordt uitgegeven door de Royal Society of Chemistry en verschijnt 6 keer per jaar.
Het tijdschrift is opgericht in 1947 onder de naam Discussions of the Faraday Society (ISSN 0366-9033). In 1972 fuseerde de Faraday Society met de Royal Society of Chemistry en werd de naam van het tijdschrift veranderd in Faraday Discussions of the Chemical Society (ISSN 0301-7249). De huidige naam dateert van 1991.